# 굴리엘모 마르코니
제1대 마르코니 후작 굴리엘모 조반니 마리아 마르코니(이탈리아어: Il marchese Guglielmo Giovanni Maria Marconi, 1874년 4월 25일 ~ 1937년 7월 20일)는 이탈리아의 전기 공학자이다. 볼로냐 출신으로 무선 전신을 실용화하였다. 1895년 헤르츠의 전자기파 이론에 기초하여 현대 장거리 무선통신의 기초를 이루었다.

## 교육과 초기의 연구
마르코니는 볼로냐 근교에서 지주인 주세페 마르코니의 둘째 아들로 태어났다. 그의 어머니 애니 제임슨은 아일랜드계/스코틀랜드계였다.
볼로냐와 피렌체에서 교육을 받고 리보르노의 기술학교로 가서 물리학 공부를 했다. 거기서 전자기파 기술을 연구했다. 1895년에 마르코니는 볼로냐 근처에 있는 아버지의 간단한 도구로 헤르츠의 전자기파 이론에 기초하여 실험을 했다. 전압을 높이는 유도 코일과 불꽃 방전기와 수신기가 달린 코히러가 부착된 기구로 실험을 했다.
짧은 거리에서 예비실험을 한후 코히러를 개량하고 안테나를 사용하여 신호 전달의 범위를 증가시키는 것도 알아냈다. 이러한 실험을 거듭하여, 무선 전신 장치를 발명하고, 이듬해 영국으로 가서 특허를 얻었으며, 9마일 떨어진 지점 사이의 무선 송수신에 성공하였다. 또 영국 해군 대연습에서 약 120 km 거리 사이의 통신에 성공하고, 1899년에는 그의 무선 통신기를 이용해 영국에서 등대선 조난 구제에 처음으로 성공하였다. 1901년에는 대서양을 사이에 두고 행한 통신에 성공하여 이때부터 무선은 함선을 비롯한 각종 통신에 실용화되고, 1907년에는 유럽과 미국 사이의 공공 통신 사업이 그에 의해 시작되었다. 1909년에는 독일의 카를 페르디난트 브라운과 함께 노벨 물리학상을 공동수상하였다.

## 무선전신의 발명자
1943년에 미국 대법원은 마르코니의 무선전신 특허보다 니콜라 테슬라가 1897년에 획득한 특허번호 645576가 우선함을 인정했다. 마르코니의 특허 번호는 763772로 1904년에 획득했으며, 테슬라보다 약7년 늦은 것이었다.

## 기타 활동
1914년에 이탈리아 원로원의원이 되었으며, 1929년에 비토리오 에마누엘레 3세로부터 후작작위를 받았다.

## 파시즘 협력자
말년의 마르코니는 1923년에 베니토 무솔리니가 검은 셔츠단으로 불리는 보수우익 단체를 위시한 파시스트당을 중심으로 한, 일당제 체제를 수립하였을 때, 마르코니는 이에 동참하여, 이미 1923년에 파시스트당의 당원이 되었고, 1930년에는 당내에서의 활동을 인정받아 무솔리니로부터 이탈리아 왕립 학회의 학회장으로 임명되기도 하였다. 따라서 그는 파시스트 대(大)평의회 의원이 되었다.
그리고 1931년에 발발한 제2차 이탈리아-에티오피아 전쟁에서의 승전을 바탕으로 강대국들의 묵인 하에 에티오피아 제국을 파시스트 이탈리아에 합병한다는 결정이 무솔리니에 의해 선포되자, 마르코니는 이에 열렬한 지지를 보내기도 했다.

## 같이 보기
- 자가디시 찬드라 보스
- 마르코니의 법칙